# 養子探偵団
『養子探偵団 人妻ヌードモデルの秘密 雲の中の証人』（ようしたんていだん ひとづまヌードモデルのひみつ くものなかのしょうにん）は、1986年12月20日に朝日放送と松竹（京都映画撮影所、現・松竹撮影所）制作・テレビ朝日系の「土曜ワイド劇場」枠で放送された作品である。
原作は天藤真の推理小説「雲の中の証人」である。

## 登場人物

### 主要人物
名村 利平（なむら としへい）
演 - フランキー堺
当作品の主人公、神戸にある「名村法律事務所」を営む弁護士。妻には内緒でヌードデッサンが趣味となり、写生会として一員とする。

### 名村家
名村 邦江（なむら くにえ）
演 - 上村香子
利平の妻。
名村 町子（なむら まちこ）
演 - あべ静江
利平の妹。

### 養子会
村上 波雄（むらかみ なみお）
演 - 横山ノック
遊覧船の船長。名村と同じく写生会のメンバー仲間。
村上 梶代（むらかみ かじよ）
演 - 志乃原良子
波雄の妻。
鈴木 金治（すずき きんじ）
演 - 大久保怜
写生会のメンバー仲間。
鈴木 きん（すずき -）
演 - 宮本毬子
金治の妻。
陳 元璋（ちん げんしょう）
演 - 前田五郎
写生会のメンバー仲間。
陳 慶玲（ちん けいれい）
演 - 山口京子
元璋の妻。
丹波 仁助（たんば じんすけ）
演 - 山内としお
写生会のメンバー仲間。
丹波 しのぶ（たんば -）
演 - 春やすこ
仁助の妻。
酒井 松三（さかい まつぞう）
演 - 武知明良
強盗殺人容疑の疑いで、無実を主張する。
酒井 友代（さかい ともよ）
演 - 三崎奈美
松三の妻。

### 警察関係者
石田部長刑事
演 - 藤岡重慶
刑事
演 - 蓮一郎、伊藤克美、丸尾好之

### スーパーマーケット「スーパー大光」
大野 美栄子（おおの みえこ）
演 - 小田かおる
社長の娘。
大野 光吉（おおの こうきち）
演 - 西山嘉孝
スーパーマーケット「スーパー大光」の社長。
伊東 宏一（いとう こういち）
演 - 高峰圭一

### 神戸地方裁判所
矢木裁判官
演 - 永田光男
柴田検察官
演 - 溝田繁

### その他
ベントリ中佐
演 - ジャック・バン・バタン
ブラックウッド軍曹
演 - ジャフ・カーソン
マクロイ中尉
演 - ジョセフ・ミルソン
本田 英夫（ほんだ ひでお）
演 - 松尾勝人
長崎 守（ながさき まもる）
演 - 佐藤雅夫
小学校の先生
演 - 真田実、岡田雅江
マンションの管理人
演 - 伊波一夫

## スタッフ
- 監督 - 井上梅次
- 原作 - 天藤真「雲の中の証人」(角川文庫)
- 脚本 - 吉田剛
- 音楽 - 東京バックグラウンドミュージック
- プロデューサー - 奥田哲雄（朝日放送）、桜井洋三（松竹）
- 撮影 - 都築雅人
- 照明 - 林利夫
- 製作主任 - 高坂光幸
- 美術 - 倉橋利韶
- 録音 - 中路豊隆
- 調音 - 本田文人
- 編集 - 園井弘一
- 助監督 - 水野純一郎
- 装飾 - 草川啓
- 記録 - 竹内美年子
- スチール - 牧野譲
- 効果 - 鈴木信一
- 進行 - 鈴木政喜
- 装置 - 新映美術工芸
- かつら - 八木かつら
- 衣裳 - 松竹衣裳
- 小道具 - 高津商会
- 現像 - IMAGICA
- 製作協力 - 京都映画（現・松竹撮影所）
- 制作 - 朝日放送、松竹

## 備考
- この前々年の1984年にも同じフランキー堺主演(役名も同じ)で『逃げるヌードモデル・産婦人科レントゲン室の謎』（放送日∶1984年8月25日／原作∶アール・スタンレー・ガードナー／脚本∶吉田剛／音楽∶東京BGM／監督∶広瀬襄／制作∶朝日放送、松竹）が制作、放送された。（※尚、主人公の名村利平役は同じフランキー堺だが、利平の妹・名村町子役は由美かおる、利平の妻・名村邦江役は今出川西紀、がそれぞれ演じている。）